# 狄俄倪索斯
戴歐尼修斯（羅馬化：Diónūsos），古希腊神话中的酒神，与古罗马人信奉的巴克斯相对应。戴歐尼修斯是古希腊色雷斯人信奉的葡萄酒之神，不仅握有葡萄酒醉人的力量，还以布施欢乐与慈爱在当时成为极有感召力的神，他推动了古代社会的文明并确立了法则，维护着世界的和平。此外，他还护佑着希腊的农业与戏剧文化。在奥林匹亚圣山的传说中他是宙斯与塞墨勒之子，又有说是宙斯与珀耳塞福涅。古希腊人对酒神的祭祀是秘密宗教仪式之一，类似对于得墨忒耳与珀耳塞福涅的厄琉西斯秘仪。在色雷斯人的仪式中，帕身着狐狸皮，据说是象征新生。而专属酒神的戴歐尼修斯狂欢仪式是最秘密的宗教仪式。

## 神名字根
戴歐尼修斯神名中的Dio-，一般相信可能是源自於宙斯（Zeus，屬格Dio），就像狄俄斯库里兄弟的名稱中也有Dio-一樣。學者Robert S. P. Beekes則認為他的神名可能起源自前希臘時期。
戴歐尼修斯崇拜的起源很早，在邁錫尼希臘語中，以線形B文字留下的記錄中，將他的神名寫為（di-wo-nu-so）。歷史學家認為，約在公元前1500年至1100年之間，戴歐尼修斯信仰就已經在邁錫尼文明中盛行。有些學者相信，這個信仰可能在邁諾安文明時就已經出現。

## 傳說
第一种说法戴歐尼修斯是宙斯和塞墨勒的儿子。塞墨勒是忒拜公主，宙斯爱上了她，与她幽会，天后希拉得知后十分憤怒，变成公主的保姆，怂恿公主向宙斯提出要求，要看宙斯真身，以验证宙斯对她的爱情。宙斯拗不过公主的请求，现出原形——雷神的样子，结果塞墨勒在雷火中被烧死，宙斯抢救出不足月的婴儿戴歐尼修斯，将他缝在自己的大腿中，直到足月才将他取出，因他从宙斯的大腿里第二次出生，所以他的名字在古希腊语也是‘出生2次的人’的意思。
第二种说法戴歐尼修斯是宙斯与普西芬妮的儿子。希拉派泰坦神将刚出生的酒神杀害并毁掉尸身，却被宙斯抢救出他的心，并让他的灵魂再次投生塞墨勒的体内重生。于是，关于酒神重生不死的故事遍传希腊各地，使人们崇拜不已。
戴歐尼修斯成年後希拉仍不肯放过他，使他疯癫，到处流浪。在大地上流浪的过程中，他教会农民们酿酒，因此成为酒神，也是古希腊农民最喜欢的神明之一，每年以酒神祭祀来纪念他，并由此发展出古希腊悲剧。
戴歐尼修斯在罗马又称巴克斯（Bacchus），植物神，葡萄种植业和酿酒的保护神。

## 酒神的哲学含义
酒神是古希腊人欲望的具象化，酒神教人们种葡萄树、酿葡萄酒，然而却没有告诫人们狂饮的后果，并沉浸在酒后的狂欢与宣泄之中。这是人类对本性的追求，可以说酒神正是人类自身对天然本能嚮往的产物。

## 图集

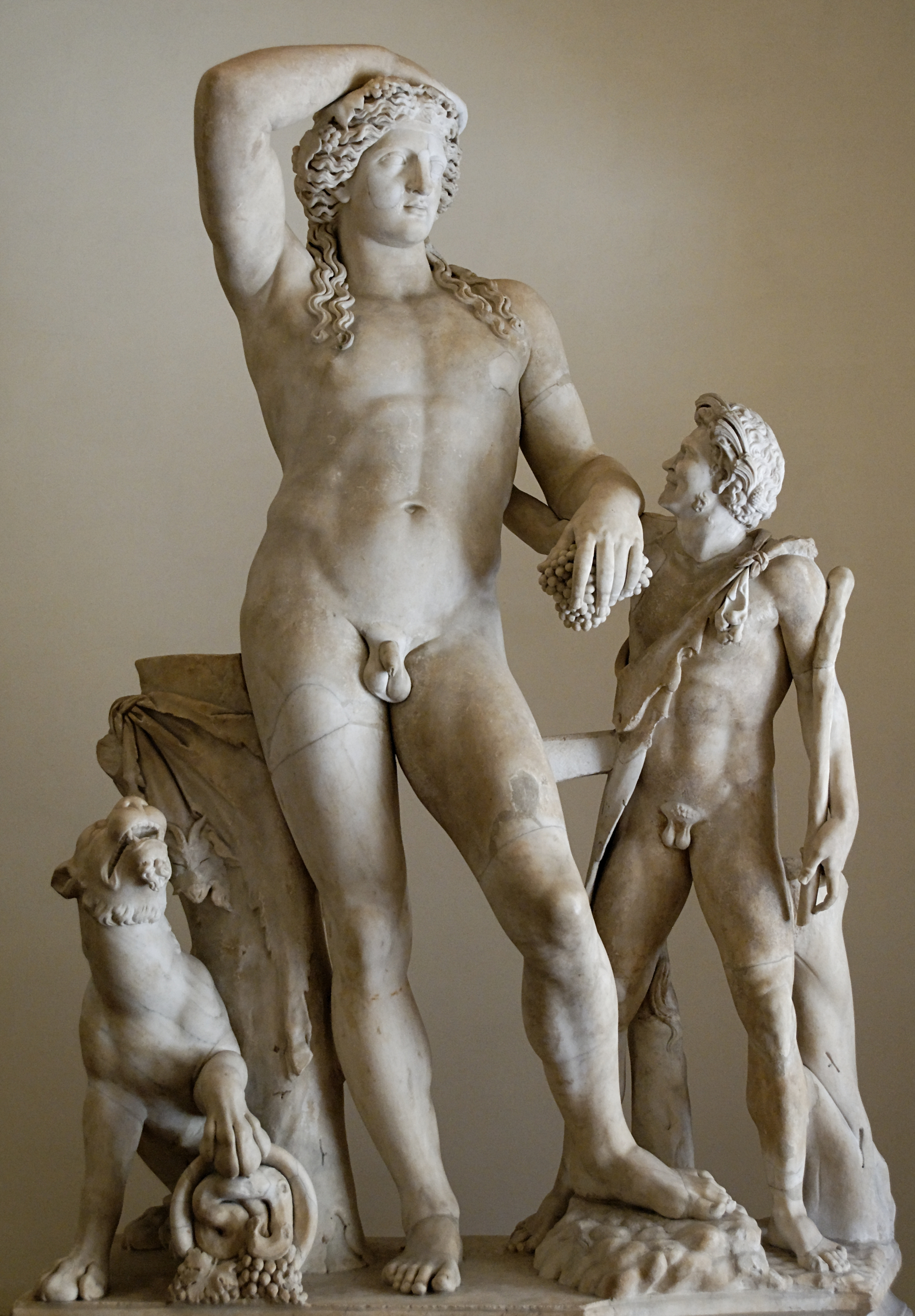
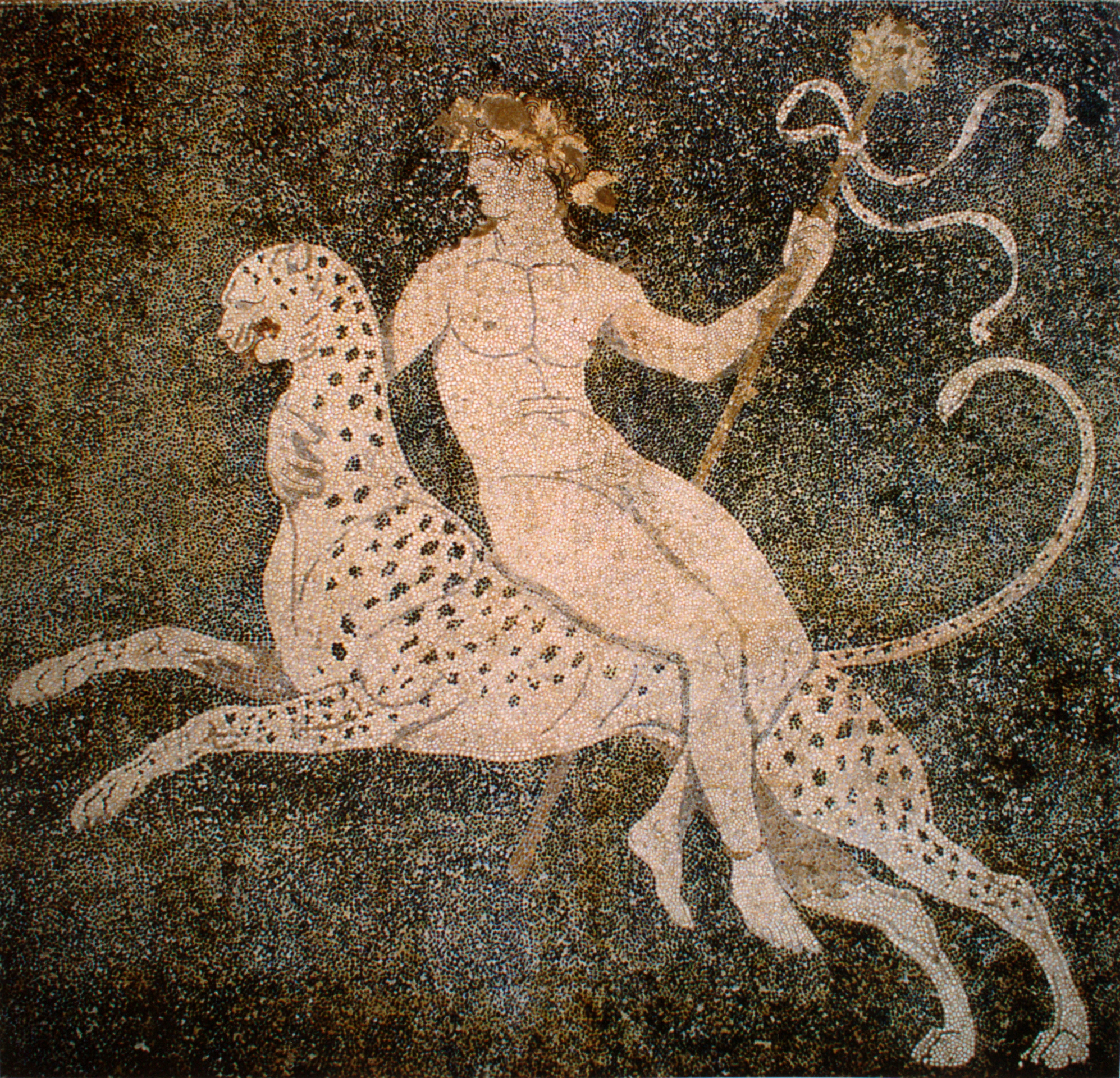
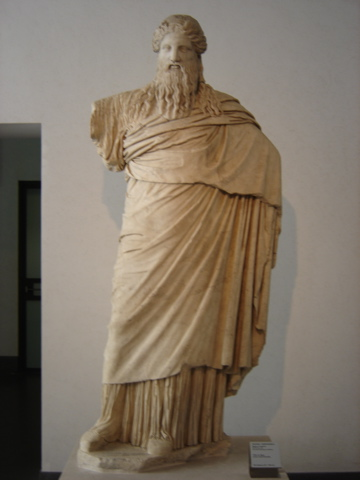
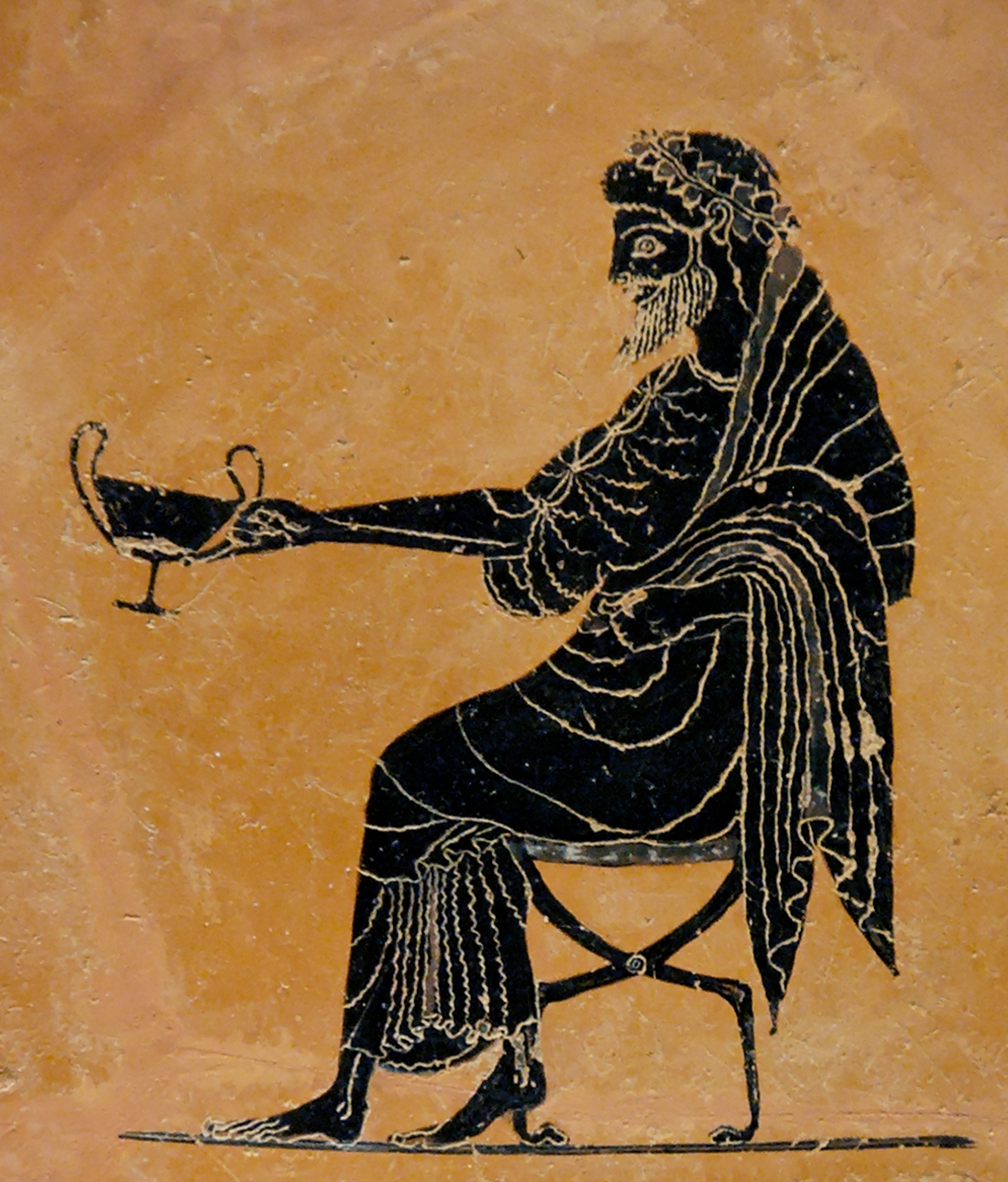
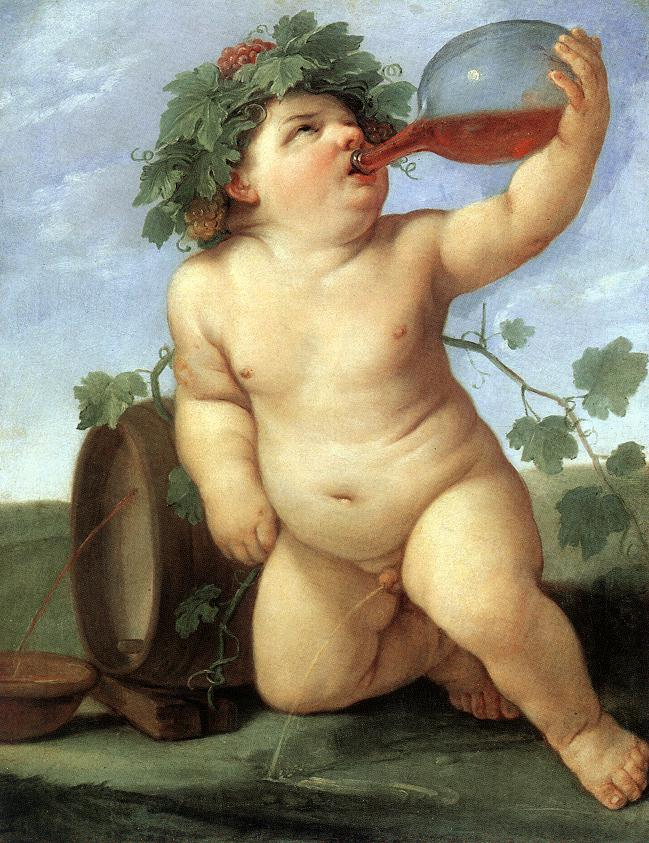